# 北朝鮮難民救援基金
北朝鮮難民救援基金（きたちょうせんなんみんきゅうえんききん、Life Funds for North Korean Refugees）は、1998年に設立された日本の人道支援団体。北朝鮮（朝鮮民主主義人民共和国）から生命の危機を逃れた北朝鮮難民の人権を擁護し、支援することを目的に活動をしている特定非営利活動法人。アジア人権人道学会に参加している。現代表は加藤博。

## 基金の設立
東欧革命やソビエト連邦崩壊など、ジャーナリストとして活動していた現代表が、1990年代、ロシア連邦シベリア地域で強制的に働かされていた北朝鮮の木材伐採労働者と取材を通して出会い、彼らの窮状を知ったことを契機としている。1998年、同様に北朝鮮難民支援への想いをいだく同志が集まって基金が設立された。

## 活動
設立間もない1999年には北朝鮮難民孤児収容施設の建設を開始し、トウモロコシとコメあわせて1トンを現地に届ける ｢愛のトウモロコシ配給作戦｣をおこなった。2000年には、脱北した3家族8人を救援し、ロシアを経由するルートと東南アジアを経由するルートで日本への入国をサポートした。
以後毎年、日本にルーツを持つ脱北者を救援し、日本への入国を支援している。救援活動によって定住の道を開いた人数は、韓国におよそ200人、日本に定住した人のおよそ半数の100人にのぼり、その他、アメリカ合衆国やオーストラリアなどにも定住の道を開いた。難民受け入れを行う海外の非政府組織との連携も進んでいる。自力で北朝鮮から脱出した人に対しては、北朝鮮難民救援基金のネットワークや現地で人道支援に携わる牧師といった人びとを通じて依頼を受け、難民を安全地帯まで誘導するのをはじめ、日本にたどり着いた北朝鮮難民には生活支援や就学支援・就職支援も行っている。2012年には脱北者定住のための日本語教室の運営が始まった。
様々なルートを通じて北朝鮮国内に必要とされる医薬品や医療機器、保護を必要とする子どもたちに防寒着を手配するということも行っており、2010年には医薬品と衛生材料を咸鏡北道清津市の基幹病院に対し、緊急支援を行った。また、2016年には、日本に定住する脱北者学生を支援とする「さやか奨学金」給付制度がスタートした。

## 表彰等
上記のような細やかで多様な活動が評価され、2008年には東京弁護士会人権賞を受賞、2009年にはアメリカ合衆国国務省自由擁護者賞にノミネートされた。

## 出版物
- "Are They Telling Us the Truth? "（2004年）[注釈 3]
- 『北朝鮮全巨里教化所－人道犯罪の現場』（2013年）
- 『北朝鮮の国家戦略とパワーエリート』（2016年）